# Tadeusz Kensy
Tadeusz Kensy (ur. 11 listopada 1955 w Sośnicy) – uczestnik  przedsierpniowej opozycji demokratycznej w PRL i działacz „pierwszej” „Solidarności”.

## Wykształcenie
Ukończył Liceum Ogólnokształcące w Ropczycach (1974), administrację na Wydziale Prawa i Administracji Uniwersytetu Jagiellońskiego (1978) oraz kursy spawania; elektrycznego i gazowego w ZDZ w Rzeszowie (1984).

## Działalność opozycyjna w PRL
W maju 1977 r. związał się z powstałym w Krakowie Studenckim Komitetem Solidarności; od 15 września 1977 do października 1978 był członkiem-rzecznikiem tzw. „drugiej dziesiątki” SKS-u; od maja do września 1978 podpisywał za redakcję (razem z Danutą Sotwin), drukował i kolportował pismo „Sygnał”, prowadził biuro interwencji SKS-u.
Sygnatariusz dokumentów, apeli, protestów i deklaracji SKS-u, podpisał też powstałą w kręgu KOR-owskiej opozycji Deklarację Ruchu Demokratycznego z dnia 18 września 1977 r. Pomysłodawca i wykonawca kilkudziesięciu plakatów wyszydzających 60. rocznicę rewolucji październikowej i uczestnik akcji ich rozlepiania w Krakowie i Nowej Hucie w dniu 5 listopada 1977 r,; autor projektów i współwykonawca plakatów do akcji przeciw bibliotecznym RES-om. Współpracownik KSS „KOR”, kolporter „Robotnika” i innych wydawnictw bezdebitowych.
Od marca 1979 współpracownik Komitetu Samoobrony Chłopskiej Ziemi Rzeszowskiej w Łowisku; od maja 1980 do lutego 1983 współredaktor niezależnego pisma chłopskiego „Wieś Rzeszowska”, kolporter „Placówki”.
Od 7 września 1980 organizował na Rzeszowszczyźnie koła „Solidarności Wiejskiej” i jej strukturę wojewódzką.
Od 27 września 1980 przewodniczący komitetu założycielskiego, od 16 listopada komisji zakładowej NSZZ „Solidarność” w PKS. Współorganizator i członek prezydium zarządu regionu MKZ i MKR Rzeszów, odpowiedzialny w tym ostatnim za informację, propagandę i działalność wszechnicy związkowej.
Redaktor „Solidarności Związkowej” (1980) i „WRYJ-a” (1981).
Uczestnik I Krajowego Zjazdu Delegatów, 5 października wybrany głosami 519 delegatów do Komisji Krajowej NSZZ „Solidarność”.
Współpracownik i doradca wspierający zorganizowanie rzeszowskich struktur NZS i Niezależnego Zrzeszenia Uczniów (NZU).
Współpracował ze studentami w organizacji i uczestniczył w zakazanych przez prezydium MKR obchodach 11 listopada 1980 r.
W grudniu 1980 współorganizator, a od 5 stycznia do 20 lutego 1981 r. uczestnik chłopskiego tzw. strajku rzeszowskiego, odpowiedzialny za jego utrzymywanie; potem społeczny sekretarz biura WKZ NSZZ RI „Solidarność” w Rzeszowie aż do zakończenia procesu jego organizacji w lipcu 1981 r.
Od początku 1981 r. był podejrzewany przez SB o niechętny stosunek do Lecha Wałęsy.  W czasie wyborów przewodniczącego Komisji Krajowej „Solidarności” głosował – jak cała grupa delegatów związanych z KOR-em - na Andrzeja Gwiazdę.
W listopadzie 1981r. współorganizator okupacji siedmiu urzędów gminnych w regionie, opiekun, doradca i zwolennik ich kontynuowania pomimo zagrożenia za strony ZOMO oraz ugodowej postawy większości czołowych działaczy obydwu Związków, m.in.: Jana Kułaja, Józefa Ślisza, Antoniego Kopaczewskiego, Stanisława Alota, Zbigniewa Sieczkosia.
Członek Regionalnego Komitetu Obrony Więzionych za Przekonania oraz Społecznego Komitetu Funduszu Oświaty Narodowej, w listopadzie 1981 organizator rzeszowskiego Klubu Samorządnej Rzeczypospolitej. Był autorem statutu i organizatorem utworzenia latem  1981 r. w PKS samorządu pracowniczego przedsiębiorstwa społecznego, który, legalnie wybrany, funkcjonował do wprowadzenia stanu wojennego. Zwolennik samorządności zakładowej i terytorialnej, upowszechniał idee samorządności w regionie. Dążył do wspólnego, „federacyjnego” i lojalnego wobec siebie działania związków: pracowniczego i rolniczego. Propagował tezy Uchwały Programowej NSZZ „Solidarność” i czynił starania na rzecz jej wszechstronnego przestrzegania i wykonywania.
Po wprowadzeniu stanu wojennego (13 grudnia 1981) internowany w Ostródzie, następnie więziony w Iławie, Załężu, Piaskach i Nowym Łupkowie do 9 grudnia 1982 roku.
Pomiędzy wrześniem 1977 a majem 1989 inwigilowany, podsłuchiwany, rewidowany i kilkanaście razy zatrzymywany przez SB, poddawany szykanom i prowokacjom. Figurant kilku spraw operacyjnego rozpracowania, w tym m.in. prowadzonych przeciw niemu o kryptonimach: „Prawnik II”, „Gablota” i „Idol”. Trzykrotnie karany przez kolegia ds. wykroczeń karami grzywny.
Nie rozmawiał z funkcjonariuszami SB, nie odpowiadał na pytania, odmawiał wychodzenia na „rozmowy” w trakcie internowania.
Nie uczestniczył w strukturach rzeszowskiego solidarnościowego „podziemia”. W kwietniu 1983 został wyrzucony z pracy w PKS, w styczniu 1984 z zajmowanego mieszkania. Przez ponad rok bezrobotny. Zdobył „robotnicze” kwalifikacje i do roku 1990 pracował w prywatnych zakładach.   
W roku 1985 zorganizował i prowadził „Duszpasterstwo Młodych” przy klasztorze o.o. Bernardynów w Rzeszowie.   
Od roku 1986 był zwolennikiem czasowego połączenia „solidarnościowych” związków i jak najszybszego powrotu do jawnej działalności oraz podejmowania rozmów z władzami z całkowitym wykluczeniem „pośrednictwa” SB, co jednak nie uzyskało poparcia większości byłych funkcyjnych działaczy w regionie rzeszowskim, z których wielu pozostawało pod wpływem funkcjonariuszy SB oraz jej agentów, w tym z kręgów duszpasterskich.  
Będąc zwolennikiem kontynuacji działalności legalnie, demokratycznie wybranych w roku 1981 władz Związku - nie uczestniczył w Komitetach Obywatelskich. Był przeciwny formule „okrągłego stołu”, nie głosował w wyborach 4 czerwca 1989 r.
W maju 1989 podjął, już bezskutecznie, spóźnioną próbę wyemigrowania do Szwecji.  

## Działalność publiczna po roku 1989
W latach 1989–1991 był „eksternistycznym” wiceprzewodniczącym komisji zakładowej w PKS, gdzie nie pracował oraz doradcą WKZ NSZZ RI „Solidarność” w Rzeszowie. Od początku 1990 organizował różne formy pomocy i rozwoju dla wsi i rolnictwa, zajmował się uzyskiwaniem finansowania lokalnych przedsięwzięć gospodarczych i infrastrukturalnych ze środków finansowych zagranicznych. W roku 1991 przystąpił do Polskiego Komitetu Współpracy z COPA-COGECA. Współpracował z amerykańską US AID i pierwszymi programami pomocowymi Unii Europejskiej w ramach PHARE. Blisko współpracował z Fundacją Programów Pomocy dla Rolnictwa FAPA, współtworzył statut, inicjował w roku 1992 powstanie jej ośrodka w Rzeszowie. Angażował się w tworzenie warunków rozwoju niezależnej telefonii spółdzielczej, do roku 2000 uczestniczył w pracach rad nadzorczych kilku lokalnych, jeszcze niezależnych spółek telekomunikacyjnych: PTW (TELER) S.A. w Mielcu, Telefony Brzeskie S.A., Telekomunikacja Dębicka S.A.. Był autorem używanego do dziś statutu Okręgowej Spółdzielni Telefonicznej w Tyczynie z siedzibą w Chmielniku (teraz: OST w Tyczynie) oraz wielu innych spółdzielni różnych branż, w tym czołowych polskich spółdzielni mleczarskich, a także autorem poradnika pt. „Piszemy statut. Vedemecum spółdzielcy” (ISBN 83-904183-1-3). Redagował regionalny „Biuletyn Spółdzielczy” (1992-1995). W roku 1997 przeprowadził skutecznie, jako negocjator, postępowanie w sporze zbiorowym w Cukrowni „Ropczyce”. Od roku 1998 był członkiem organów zarządzających komercyjnych podmiotów gospodarczych. Wspierał organizacyjnie powstawanie Podkarpackiej Izby Rolniczej.   

## Przynależność do organizacji i partii
W latach 1975–1977 należał do SZSP, 1977-1978 do krakowskiego SKS-u. Od 1979 do sierpnia 1980 był członkiem Związku Zawodowego Transportowców i Drogowców, od września 1980 do roku 1991 członkiem „Solidarności”, w 1981 członkiem Klubu Samorządnej Rzeczpospolitej. W roku 1990 tworzył w województwie rzeszowskim PSL „Solidarność”, był jego członkiem i sekretarzem struktury wojewódzkiej do roku 1991 tj. do przekształcenia się partii w SL-Ch. W roku 2006 organizował i prowadził kampanię wyborczą kandydata PiS na prezydenta Rzeszowa. W listopadzie 2007 został przyjęty do PiS.

## Przebieg pracy zawodowej
Pracował jako: urzędnik w PKS Rzeszów (1978-1983), działacz związkowy  „Solidarności” (1981), malarz pokojowy (1983), ślusarz-spawacz w zakładzie rzemieślniczym (1984-1987), robotnik/ brygadzista/ majster (P.Z.„Comindex”; 1987-1990), działacz gospodarczy: Zakład Działalności Gospodarczej przy RW NSZZ RI „Solidarność” w Rzeszowie (1990-1991), Fundacja RRSG (1990-1994) i spółdzielczy: FSW – ROUS; (1991-1998), menadżer: CITO sp. z o.o, Yaruba Capital Investments S.A., MSB sp. z o.o., „Chmielnik-Zdrój” S.A., RARR S.A. (1998-2009). 

## Odznaczenie i nagrody
W roku 1991 był wyróżniony symboliczną nagrodą amerykańskiej organizacji VOCA za działania na rzecz polskiego rolnictwa, w 1995 - złotą odznaką honorową ZMW „Wici”. W roku  1996 otrzymał resortową odznakę „Za zasługi dla oświaty”, oraz odznakę „Zasłużonego działacza ruchu spółdzielczego”. W roku 2006 odbierał w imieniu zarządzanej przez siebie spółki „Chmielnik-Zdrój” statuetkę „Dobroczyńcy roku” przyznawaną  przez Polską Akademię Filantropii.
19 marca 2007 r. z rąk Jana Olszewskiego odebrał przyznany mu przez prezydenta Lecha Kaczyńskiego „za wybitne zasługi w działalności na rzecz przemian demokratycznych” Krzyż Komandorski Orderu Odrodzenia Polski.
W roku 2019 został przez prezydenta Andrzeja Dudę odznaczony Medalem Stulecia Odzyskanej Niepodległości (2019).

## Życie prywatne
Mieszka w Rzeszowie, ma pięcioro dzieci i pięcioro wnuków. Do roku 2016 czynny spółdzielca. Od marca 2009 roku jest rencistą; od października 2013 inwalida II grupy. Wykazuje aktywność na forum mediów społecznościowych.